# 합덕제철고등학교
합덕제철고등학교(合德製鐵高等學校)는 대한민국 충청남도 당진시 합덕읍 소소리에 있는 공립 고등학교이다.

## 학교 연혁
- 1951년 11월 30일 : 합덕농업고등학교 개교
- 1994년 3월 1일 : 합덕농공업고등학교로 교명 변경
- 2003년 3월 1일 : 합덕산업고등학교로 교명 변경
- 2008년 2월 28일 : 학칙변경 15학급 인가(특수 1학급) (철강기계 3, 전기전자 1, 산업디자인 1)
- 2008년 3월 1일 : 합덕제철고등학교로 교명 변경
- 2008년 10월 2일 : 철강산업 분야 한국형 마이스터고 지정
- 2021년 9월 1일 : 합덕제철고등학교 제26대 김영화 교장 취임
- 2024년 1월 5일 : 제72회(마이스터고 12기) 66명 졸업(총 졸업생 8,772명, 마이스터고 졸업생 1,080명)
- 2024년 3월 4일 : 제75회(마이스터고 15기) 신입생 입학(80명)

## 설치 학과
- 공통과정(전문계)
- 철강기계과
- 철강자동화과

## 참고 자료
- 합덕제철고등학교 - 한국교육학술정보원 학교알리미